# Нитрат серебра(I)
Нитра́т серебра́(I), также азотноки́слое серебро́, «а́дский ка́мень», ля́пис (от итал. lapis «карандаш» ← лат. lapis «камень») — неорганическое соединение, соль переходного металла серебра и неорганической азотной кислоты с формулой {\displaystyle {\ce {AgNO3}}}, бесцветные ромбические кристаллы, легко растворимые в воде.
Весьма токсичен, как и все растворимые соли серебра. Канцерогенные свойства нитрата серебра тщательно не изучены.
Не образует кристаллогидратов.

## Получение
Нитрат серебра(I) может быть получен растворением серебра в азотной кислоте по реакции:
{\displaystyle {\ce {Ag + 2HNO3 -> AgNO3 + NO2 ^ + H2O}}}.
Этот способ применяют и в промышленности, используют рудное или вторичное серебро с последующей кристаллизацией нитрата серебра из раствора.

## Физические свойства
Плотность — 4,352 г/см³. Температура плавления — 209,7 °C, энтальпия плавления 12,1 кДж/моль. При температуре выше 300 °C начинает разлагаться на серебро, кислород и оксид азота(IV), при 440 °C разлагается полностью. Теплоёмкость 93,0 Дж/(моль·К). Энтальпия образования −124,5 кДж/моль.{ Энтропия 140,9 Дж/(моль·К) при 298 К.
Хорошо растворим в воде, растворимость 215,5 г/100 г при 20 °C; с ростом температуры растворимость растёт (471,4 г/100 г при 60 °C, 651,9 г/100 г при 80 °C), в присутствии азотной кислоты резко снижается.
Другие растворимости (при 20 °C): в метиловом спирте — 3,6 г/100 г; в этиловом спирте — 2,12 г/100 г; в ацетоне — 0,44 г/100 г; в пиридине — 33,6 г/100 г. Хорошо растворим в ацетонитриле.
Нитрат серебра(I) обладает жгуче-кислым вкусом.
При комнатной температуре образует кристаллы ромбической сингонии, пространственная группа Pbca, параметры ячейки a = 0,6995 нм, b = 0,7328 нм, c = 1,0118 нм, Z = 8, d = 4,35 г/см3. При температуре выше 159,5 °C переходит в кристаллы тригональной сингонии, параметры ячейки a = 0,6287 нм, α = 48,5°, Z = 2. Энтальпия полиморфного перехода 2,47 кДж/моль.

## Химические свойства
Нитрат серебра является реактивом на соляную кислоту и соли соляной кислоты, поскольку взаимодействует с ними с образованием белого творожистого осадка хлорида серебра(I), нерастворимого в азотной кислоте:
{\displaystyle {\ce {HCl + AgNO3 -> AgCl v + HNO3,}}}
{\displaystyle {\ce {NaCl + AgNO3 -> AgCl v + NaNO3}}}.
Образует осадки с водными растворами бромидов, иодидов, фосфатов, тиоцианатов, цианидов, сульфидов и сульфатов.
При нагревании разлагается, выделяя металлическое серебро:
{\displaystyle {\ce {2AgNO3->[350~^{\circ }{\text{C}}]2Ag\ +\ 2NO2\ +\ O2}}}.
Реагирует с щёлочью с образованием оксида серебра(I):
{\displaystyle {\ce {2AgNO3 + 2NaOH -> Ag2O + 2NaNO3 + H2O,}}}
при взаимодействии раствора в этаноле со щёлочью при −50 °C образуется гидроксид серебра:
{\displaystyle {\ce {AgNO3\ +KOH->[{-50~^{\circ }{\text{C}}}][{\ce {C2H5OH}}]AgOH\ +KNO3v}}}.

## Применение
Нитрат серебра применяется:
- в гальванотехнике, производстве зеркал и неорганическом синтезе как источник ионов серебра;
- в аналитической химии как реактив на хлориды;
- в фотографии как компонент проявителей, усилителей и других растворов[5], в производстве фотоэмульсий[3];
- в медицине, как средство для прижигания кожи и бактерицидное средство.

### Использование в медицине
Нитрат серебра используется в медицине в виде сплава нитрата серебра и нитрата калия, иногда отлитый в виде палочек — ляписного карандаша для прижигания и стерилизации ран, удаления мелких бородавок.
Лечебное действие нитрата серебра заключается в подавлении жизнедеятельности микроорганизмов, в небольших концентрациях он действует как прижигающее, противовоспалительное и вяжущее средство, а концентрированные растворы, как и кристаллы AgNO3, прижигают живые ткани.
Впервые ляпис (адский камень) применили врачи Ян-Баптист ван Гельмонт и Франциск де ла Бое Сильвий, которые научились получать нитрат серебра взаимодействием металла с азотной кислотой. Они обнаружили, что прикосновение к кристаллам полученного вещества приводит к появлению на коже чёрных пятен, а при длительном контакте — глубоких ожогов.

## Особенности обращения, биологическое действие
- Нитрат серебра(I) в высоких концентрациях ядовит. Минимальная смертельная доза (ЛД50) для собак — 20 мг/кг, для кроликов — 130 мг/кг.
- ПДК нитрата серебра(I) в воздухе рабочей зоны — 0,5 мг/м³, ПДК в воде — 0,05 мг/дм³ (с обязательным контролем по ионам серебра).
- Класс опасности — 2 (вещества высокоопасные) согласно ГОСТ 12.1.007-76.
- Как и все нитраты, является сильным окислителем.
- Вещество коррозионно-активно, при контакте с кожей может вызывать химические ожоги. Оставляет на коже чёрные пятна.

## Галерея
- Изображения нитрата серебра(I)